# Большереченское сельское поселение (Бурятия)
Се́льское поселе́ние «Большереченское» (бур. Ехэ Горхоной hомон) — муниципальное образование в Кабанском районе Бурятии Российской Федерации.
Административный центр — село Большая Речка.

## История
Статус и границы сельского поселения установлены Законом Республики Бурятия от 31 декабря 2004 года № 985-III «Об установлении границ, образовании и наделении статусом муниципальных образований в Республике Бурятия»

## Население
| 2011  | 2012  | 2013  | 2014  | 2015  | 2016  | 2017  |
| ----- | ----- | ----- | ----- | ----- | ----- | ----- |
| 1566  | ↘1549 | ↗1562 | ↘1531 | ↘1496 | ↘1437 | ↘1418 |
| 2018  | 2019  | 2020  | 2021  | 2023  | 2024  |       |
| ↘1389 | ↘1361 | ↘1342 | ↘1223 | ↘1204 | ↘1201 |       |

## Состав сельского поселения
| № | Населённый пункт   | Тип населённого пункта          | Население |
| - | ------------------ | ------------------------------- | --------- |
| 1 | Байкальский Прибой | остановочный пункт              | ↘118      |
| 2 | Большая Речка      | село, административный центр    | ↘494      |
| 3 | Посольская         | посёлок железнодорожной станции | ↘785      |